# المرير (العدين)

تعديل مصدري - تعديل

المرير محلة تابعة لقرية العنوة، التابعة لعزلة العمارنة بمديرية العدين إحدى مديريات محافظة إب في الجمهورية اليمنية، بلغ تعداد سكانها 67 حسب تعداد اليمن لعام 2004.